# Мајшке Међе
Мајшке Међе су насељено место у општини Јагодњак, у Барањи, Република Хрватска.

## Историја
До територијалне реорганизације у Хрватској насеље се налазило у саставу бивше велике општине Бели Манастир.

## Становништво
Насеље је према попису становништва из 2011. године имало 82 становника.
| Националност       | 1991.       |
| Срби               | 83 (52,53%) |
| Хрвати             | 53 (33,54%) |
| Мађари             | 2 (1,26%)   |
| остали и непознато | 20 (12,65%) |
| Укупно             | 158         |